# 將軍棧
將軍棧現今則稱棧寮，是臺灣臺南市學甲區的一個傳統地域名稱，是一個規模甚小的聚落，同時也是一個單姓村（劉姓）。聚落的行政區為學甲區中洲里，雖此聚落戶數與人口數不多，然卻曾經出過一位臺南縣縣長劉博文。

## 地理位置
聚落位於臺17線將軍橋下的東側，即西邊以臺17線為界，是將軍溪進入學甲區的第一個聚落，西南方有將軍溪北岸景觀步道（防汛道路），步道由聚落延伸向西南東北東北兩方向。 整個庄頭南至將軍溪的北岸，並與將軍區富里的溪墘寮仔相望，兩聚落隔著將軍溪僅5-6百公尺，北面緊鄰北門區的二重港。

## 庄頭脈絡
棧寮（Tsàn-liâu）地名的由來，乃是因為清代在臨將軍溪的溪畔，做為與澎湖貿易的一個港埠，同時有許多行郊紛紛在此建寮設立各自的貨棧，於是便將這裡叫做「棧寮」。  而棧寮是一個由單姓（劉姓）所組成的聚落，最早入墾此地的劉氏祖先，其為來自學甲下溪洲彭城的劉雜（1853-1935），然而，一開始劉氏先是於清乾隆年間（1736-1795）渡海入臺，且來臺之初先居於西港區劉厝，其後移居到北門的三寮灣，大約於清光緒初年（1875年）前後才西遷到棧寮定居。
劉雜開墾此庄後因為經營貿易而富甲一方，早期在庄內更有一座油車間專門製造土豆油，並且也自鄰近庄頭請了相當多的長工，然因為油車間地處於將軍溪岸邊，不時會有海盜前來劫庄，為此當時還在岸邊（今古厝前10餘公尺處）搭建2層樓高的槍仔樓，同時隨時都有人持槍駐守在樓仔內，只是隨著行郊的沒落，槍仔樓也不再重要就荒廢並逐漸傾圮，於臺灣光復數年之後前被第6房後代拆除了。 
目前棧寮庄內住戶全部都是6房的子孫，也因為完全沒有外姓故而此聚落又有「劉家庄」的稱呼，因之後又有 1 房賣掉祖產搬移至他處，因此僅只剩5個房頭守著老祖公的開基地。遺留下的聚落居民多以老人居多，庄內尚有幾棟傳統的三合院古厝，其中以中洲190號大房的古厝保存的最完整，為此，中洲社區還在此立了1個「社區古厝」的標示 。

## 交通
棧寮聚落有一條主要道路臺17號線經過，臺17線146K+2M南下過了溪底寮之後，大抵已經進入學甲區的轄域，而本區僅只有棧寮1個庄頭聚落，坐落於將軍溪橋東側的小庄社，這裡也是屬古倒風內海的範圍。

## 宗教
南聖宮是棧寮劉姓族人所建立的宮廟，也是聚落中唯一的公廟，主祀為齊天大聖爺，其是一座祀奉單一神祇的廟，創建於民國八十七年（1998年）七月，興建所有款項大多由庄內及旅外的劉姓子孫所捐獻。
目前因地方沒落謀生不便，聚落人口外移十分嚴重，庄內只剩下幾戶人家，然大聖爺每年6月都有做「神明生」的習俗，因大房在庄頭西邊以飼養豬隻為業，故而南聖宮每年謝神所用的豬公，皆需由「公司」（廟方）向大房來租賃，而在謝神過後，大房也會將全豬置於小貨車的後車斗現場直接處理豬肉，並且半賣半相送的回 饋鄉親。現今庄內已經剩下沒幾戶，更談論有人願意出來跋爐主，這是棧寮庄南聖宮目前面臨的窘境。 

## 產業
棧寮聚落自開發以來，聚落居民宗親意識濃厚，從開庄至今十之八九仍然以務農維生，主要農產品以稻米、玉米、高梁、蔥、蒜為大宗，是個典型的農村型態聚落。 

## 名人軼事
棧寮雖然是一個甚為迷你的小聚落，人口數也相當地稀少，然而，此庄頭卻曾經產生過一位的縣太爺（縣長），在未縣市合併前臺南縣第5、6屆的縣長，便是劉氏第2房的子孫劉博文，當選時其宅第位於棧寮的最東邊，也就是中洲191號 。   